# Anacroneuria coronata
Anacroneuria coronata is een steenvlieg uit de familie borstelsteenvliegen (Perlidae). De wetenschappelijke naam van de soort is voor het eerst geldig gepubliceerd in 1927 door Needham & Broughton.